# 相生由太郎
相生 由太郎（あいおい よしたろう、慶応3年4月28日（1867年5月31日） - 昭和5年（1930年）1月3日）は明治･大正・昭和にかけて満州で活躍した日本人実業家。

## 経歴
1867年福岡県福岡市の魚商相生久次の長男として生まれる。1890年福岡県立尋常中学修猷館を経て、1896年東京高等商業学校（現・一橋大学）卒業。
日本郵船、中学校教師などの勤務先を転々と変えた末、1904年三井物産入社、門司支店に勤務。炭坑人夫のストライキを収拾してその手腕を認められ、支店長犬塚信太郎の知遇を得る。
日露戦争後の1906年、上司の犬塚は新たに設立された南満州鉄道株式会社（満鉄）の理事に抜擢されるが、当時混乱を極めていた大連埠頭の荷役問題を解決できる唯一の人材として相生を推挙し、それを受けて相生は満鉄入りする。相生は大連埠頭事務所長として、それまで多くの業者の割拠状態であった大連埠頭の荷役業務を満鉄直営の一本化に成功する（この間の事情は菊池寛「満鉄外史」に詳しい）。
1909年、相生は満鉄を辞め、大連で福昌公司を設立し同社長に就任。満鉄直営に一本化していた埠頭荷役業務を一手に引き受けた。また苦力（中国人労働者）の収容施設「碧山荘」を設立した。
1909年、旧知の夏目漱石が大連を旅行して、後に紀行文の『満韓ところどころ』を上梓。相生の横顔を描き、卑近な言葉でいえば、相生さんは仲士の親方をやっているとした。
碧山荘は衛生と寝食と娯楽を提供し、当時は理想的な施設として内地からの修学旅行で見学することもあったが、松原一枝によると阿片の吸引も行なわれているなど、問題点も大きく、歴史的評価は今後の課題といえよう。
1916年から1925年まで大連商業会議所（大連商工会議所の前身）会頭。大連市会官選議員、関東庁市制調査会員・経済調査会委員等も歴任。
1927年　息子相生久夫　死亡。